# Lekkoatletyka na Letnich Igrzyskach Olimpijskich 1920 – bieg na 800 m mężczyzn
Bieg na 800 m mężczyzn był jedną z konkurencji lekkoatletycznych na Letnich Igrzyskach Olimpijskich 1920. Zawody odbyły się w dniach 15-17 sierpnia. W zawodach uczestniczyło 40 zawodników z 17 państw.

## Rekordy
| Rekord świata     | 1:51,9 | Ted Meredith | Sztokholm (SWE) | 8 lipca, 1912 |
| Rekord olimpijski | 1:51,9 | Ted Meredith | Sztokholm (SWE) | 8 lipca, 1912 |

## Wyniki

### Eliminacje
Bieg 1
| Miejsce | Zawodnik           | Czas   | Kwal. |
| ------- | ------------------ | ------ | ----- |
| 1       | Edgar Mountain     | 1:57,6 | Q     |
| 2       | Giuseppe Bonini    | 2:02,2 | Q     |
| 3       | Fernand Bauduin    | 2:02,5 | Q     |
| 4       | James Doig         | 2:03,0 | Q     |
| 5       | Joseph Van Der Wee |        |       |
| 6       | Saburo Hasumi      |        |       |
| 7       | José Grasset       |        |       |
| 8       | Karel Přibyl       |        |       |
| 9       | Jean Proess        |        |       |

Bieg 2
| Miejsce | Zawodnik       | Czas   | Kwal. |
| ------- | -------------- | ------ | ----- |
| 1       | Bevil Rudd     | 1:55,0 | Q     |
| 2       | Albert Hill    | 1:56,2 | Q     |
| 3       | Earl Eby       | 1:57,7 | Q     |
| 4       | Jean Esparbès  | 1:57,7 | Q     |
| 5       | Hec Phillips   |        |       |
| 6       | Odolf Larsen   |        |       |
| 7       | Léoncé Oleffe  |        |       |
| 8       | Elis Johansson |        |       |
| 9       | Arturo Porro   |        |       |

Bieg 3
| Miejsce | Zawodnik           | Czas   | Kwal. |
| ------- | ------------------ | ------ | ----- |
| 1       | Philip Noel-Baker  | 1:56,0 | Q     |
| 2       | Don Scott          | 1:56,9 | Q     |
| 3       | Tolly Bolin        | 1:57,8 | Q     |
| 4       | Adriaan Paulen     | 1:58,4 | Q     |
| 5       | Paul Martin        | 1:59,8 |       |
| 6       | Karel Frankenstein | 2:00,0 |       |
| 7       | Agide Simonazzi    |        |       |

Bieg 4
| Miejsce | Zawodnik           | Czas   | Kwal. |
| ------- | ------------------ | ------ | ----- |
| 1       | Robert Goullieux   | 1:58,8 | Q     |
| 2       | Tom Campbell       | 1:59,4 | Q     |
| 3       | Henry Dafel        | 1:59,9 | Q     |
| 4       | Ernesto Ambrosini  | 2:00,2 | Q     |
| 5       | Nils Engdahl       |        |       |
| 6       | Johannes Villemson |        |       |
| 7       | Josef Teplý        |        |       |
| –       | Jean Delarge       | DNF    |       |

Bieg 5
| Miejsce | Zawodnik             | Czas   | Kwal. |
| ------- | -------------------- | ------ | ----- |
| 1       | Sven Lundgren        | 2:00,6 | Q     |
| 2       | Albert Sprott        | 2:01,5 | Q     |
| 3       | Miguel García Onsalo | 2:02,2 | Q     |
| 4       | Kléber Argouac'h     | 2:02,5 | Q     |
| 5       | Jaroslav Procházka   |        |       |
| 6       | Henri Godin          |        |       |
| 7       | Émile Barral         |        |       |

### Półfinały
Półfinał 1
| Miejsce | Zawodnik             | Czas   | Kwal. |
| ------- | -------------------- | ------ | ----- |
| 1       | Don Scott            | 1:57,2 | Q     |
| 2       | Edgar Mountain       | 1:58,0 | Q     |
| 3       | Albert Sprott        | 1:58,7 | Q     |
| 4       | Ernesto Ambrosini    | 1:59,5 |       |
| 5       | Robert Goullieux     | 1:59,6 |       |
| 6       | Miguel García Onsalo | 2:01,2 |       |
| 7       | James Doig           | 2:01,5 |       |

Półfinał 2
| Miejsce | Zawodnik          | Czas   | Kwal. |
| ------- | ----------------- | ------ | ----- |
| 1       | Bevil Rudd        | 1:57,0 | Q     |
| 2       | Tom Campbell      | 1:57,6 | Q     |
| 3       | Adriaan Paulen    | 1:57,8 | Q     |
| 4       | Sven Lundgren     | 1:58,1 |       |
| 5       | Giuseppe Bonini   | 1:58,1 |       |
| 6       | Kléber Argouac'h  |        |       |
| –       | Philip Noel-Baker | DNS    |       |

Półfinał 3
| Miejsce | Zawodnik        | Czas   | Kwal. |
| ------- | --------------- | ------ | ----- |
| 1       | Albert Hill     | 1:56,4 | Q     |
| 2       | Earl Eby        | 1:57,0 | Q     |
| 3       | Jean Esparbès   | 1:57,3 | Q     |
| 4       | Tolly Bolin     | 1:57,5 |       |
| 5       | Fernand Bauduin | 1:58,0 |       |
| 6       | Henry Dafel     |        |       |

### Finał
| Miejsce | Zawodnik       | Czas   |
| ------- | -------------- | ------ |
| 1       | Albert Hill    | 1:53,4 |
| 2       | Earl Eby       | 1:53,6 |
| 3       | Bevil Rudd     | 1:54,0 |
| 4       | Edgar Mountain | 1:54,6 |
| 5       | Don Scott      | 1:56,0 |
| 6       | Albert Sprott  | 1:56,4 |
| 7       | Adriaan Paulen | 1:56,4 |
| 8       | Jean Esparbès  | 1:58,0 |
| –       | Tom Campbell   | DNF    |